# Mănăstirea Pinul
Mănăstirea Pinul a fost una dintre cele mai remarcabile realizări ale domniei lui Matei Basarab.
Situată sub un deal, „[...]la munte[...]“,  în zona comunei Brăești, d Județul Buzău, , construcția a fost făcută între anii 1647-1648, pe locul unui „[...] schitișor prost ca și alte schitișoare ce se află împrejurul ei de se țin la dânsele călugărași sihaștri[...]“, construcție de lemn datând de la începutul secolului al XVI-lea, ctitorie a unui Radu voievod, poate Radu de la Afumați sau poate Radu Paisie (D.I.R., Secolul XVI, vol.V, p. 75-76). De altfel confirmarea acestora vine din însăși pisania păstrată la Muzeul de Artă al României care are următorul text „Această sfăntă besearecă ci se che<a>mă Pinul [...] ziditu-o-am de în temelie eu [...] Io Mateiu Băsărab voievod, împreună cu doamnă me, Ilina, că era bătr<â>nă de lemn și stricat<ă>; văl<ea>t 7156 (1647). Isprav<nic> Radul cap<itan> ot Buz<ău>.“
Biserica de piatră, „[...]mamă tuturor schitișoarelor de acolo[...]“, se pare că era destul de impunătoare având și rolul de a supraveghea și închega activitatea monahală intensă la acele timpuri. Târnosirea bisericii are loc în anul 1648, iar în toamna aceluiași an călugării, în frute cu „[...]Calivit egumenul cil bătrân și schimnic[...]“ și cu Dragomir, iuzbașa din Sărata (unul din ctitori), au primul proces cu călugării de la mănăstirea Găvani pentru dreptul de folosință al unei poiene (D.R.H., B, vol.XXXII, p. 264-265).
Într-un act din 24 ianuarie 1694 dat de Constantin Brâncoveanu, găsim mănăstirea ruinată, ca multe din ctitoriile lui Matei Basarab, iar domnitorul iubitor de cultură dar și prețuitor al operei strămoșilor săi, o dă în grijă marelui stolnic Mihalcea Cândescu, ce avea moșii în zonă și dare de mână spre a o reface și întreține.
În 1714 existau două schituri la Pin, Pinul Mare și Pinul Mic pe ruinele căruia se află azi biserica din satul Pinu cu hramul "Nașterea Maicii Domnului (8 septembrie), iar după această dată complexul mănăstiresc începe să decadă, intrând în ruină, ultima oară fiind menționat ca funcțional în 1860 când era condus de un preot care nu mai avea funcția de egumen.
La 1874, fiind părăsit, a mai rămas în picioare din falnica ctitorie a lui Matei Basarab, numai „[...]un părete dinspre miazăzi[...]“, pisania și obiectele de cult deja fiind mutate la Episcopia Buzăului.